# Гусельников, Михаил Иванович
Михаил Иванович Гусельников (8 февраля 1930, Верх-Камышенка, Сибирский край — 26 октября 2012, Алтайский край) — передовик советского сельского хозяйства, тракторист совхоза "Сорокинский" Сорокинского района Алтайского края, Герой Социалистического Труда (1966).

## Биография
Родился в с. Камышенке Сорокинского района (сегодня — Заринский район) Алтайского края.
Трудиться начал в 1943 году в колхозе "Красное утро", а после слияния в колхозе "Заря коммунизма". в армию не был призван, так как являлся единственным кормильцем, после гибели отца на фронте и смерти матери, для своих младших брата и сестры.
В 1954 году завершил обучение в Залесовском СПТУ №17. Трудился механизатором Сорокинской МТС. С апреля 1957 г. тракторист и комбайнер совхоза «Сорокинский» Сорокинского района.
Установил рекорд: на укладке пшеницы в валки за сутки выполнил 7 сменных норм. Указом Президиума Верховного Совета СССР от 23 июня 1966 года за получение высоких результатов в сельском хозяйстве и рекордные показатели в уборочную страду Михаилу Ивановичу Гусельникову было присвоено звание Героя Социалистического Труда с вручением ордена Ленина и медали «Серп и Молот».
В 1970—1980-е годы бригадир полеводческой бригады. Затем работал агрономом отделения №6 совхоза.
С 1990 года на пенсии.
Проживал в родном селе. Умер 26 октября 2012 года.

## Награды
За трудовые успехи был удостоен:
- золотая звезда «Серп и Молот» (23.06.1966)
- орден Ленина (23.06.1966)
- Орден Октябрьской Революции (08.04.1971)
- Орден Трудового Красного Знамени (29.08.1986)
- другие медали.